# Luitpold Wittelsbach
Luitpold Karol Józef Wilhelm Wittelsbach (ur. 12 marca 1821 w Würzburgu, zm. 12 grudnia 1912 w Monachium) – książę Bawarii, regent Bawarii w latach 1886–1912.

## Pochodzenie i pierwsze lata
Syn króla Bawarii Ludwika I i księżniczki saksońskiej Teresy Wettyn, jego dziadkami byli: pierwszy król Bawarii Maksymilian I Józef Wittelsbach i Augusta Wilhelmina Hessen-Darmstadt oraz książę Saksonii-Altenburg Fryderyk Wettyn i Charlotta Luiza Mecklenburg-Strelitz. Jego starszy brat Maksymilian II w latach 1848–1864 był królem Bawarii, drugi brat Otton I Wittelsbach w latach 1832–1862 był królem Grecji.
Luitpold rozpoczął karierę wojskową w wieku 14 lat. W 1835 roku jego ojciec awansował go do stopnia kapitana artylerii. W kolejnych latach otrzymał kolejne nominacje. Najpierw na generała majora, a potem marszałka. W młodości Książę podjął liczne podróżne zagraniczne. Odwiedził wiele europejskich dworów. W decydujących dniach afery z udziałem króla Ludwika I i tancerki Loli Montez pośredniczył w rozmowach pomiędzy zwolennikami i przeciwnikami abdykacji króla.
W 1848 roku jego ojciec abdykował ze względu na złe nastroje społeczne jakie panowały w Bawarii. Podsycił je również romans króla z tancerką Lolą Montez. Na tron wstąpił najstarszy syn króla Maksymilian II, drugi syn króla był wówczas już królem Grecji. Luitpold był trzeci w kolejce do tronu po swoich dwóch bratankach: Ludwiku i Ottonie. Król Maksymilian II umarł w 1864 roku, na tron Bawarii wstąpił jego nieżonaty syn 18-letni Ludwik. Ludwik znany był jako bajkowy król, często przebywał poza krajem, podróżował, zajmował się sztuką i budową zamków. W czasie nieobecności króla Luitpold zajmował się bieżącą polityką.

## Dalsze lata: regencja
9 czerwca 1886 uznano króla Ludwika za niepoczytalnego i de facto pozbawiono go tronu. Władzę przejął regent. Ludwik został przewieziony do zamku Berg, nad jeziorem Starnberg, na południe od Monachium. Zmarł w niewyjaśnionych okolicznościach cztery dni później. Na tron Bawarii wstąpił książę Otto młodszy brat Ludwika. Jednak on również cierpiał na zaburzenia psychiczne, dlatego władzę w kraju sprawował książę-regent Luitpold.
Gdy książę-regent zmarł w wyniku zapalenia oskrzeli w 1912 roku, regencję przejął jego najstarszy syn Ludwik, który rok później doprowadził do zmiany konstytucji, dodając do niej klauzulę mówiącą, że gdyby regencja z powodu choroby lub nieumiejętności króla trwała przez dziesięć lat i nie byłoby żadnych szans, że król będzie kiedykolwiek zdolny panować – wtedy regent może ogłosić koniec regencji i sam się koronować. Dzień później Otto został pozbawiony władzy, a najstarszy syn Luitpolda ogłosił się królem Bawarii.

## Małżeństwo i dzieci
15 kwietnia 1844 roku we Florencji ożenił się z księżniczką toskańską Augustą Ferdynandą Habsburg-Lotaryńską, para miała czworo dzieci:
- Ludwika Leopolda Józefa (1845–1921), króla Bawarii
- Leopolda Maksymiliana Józefa (Leopolda Bawarskiego) (1846–1930), feldmarszałka (niem. Generalfeldmarschall), dowodzącego Armią Cesarstwa Niemieckiego i Armią Austro-Węgier na froncie wschodnim I wojny światowej, męża arcyksiężniczki Gizeli Habsburg,
- Teresę Charlottę Mariannę (1850–1925), znaną badaczkę i podróżniczkę,
- Franciszka Józefa Arnulfa (1852–1907), męża księżniczki Teresy z Liechtensteinu.

## Upamiętnienie
Na jego cześć nazwano wybrzeże antarktydzkie. 